# 에베르트 엘로란타
에베르트 엘로란타(Evert Eloranta: 1879년 10월 10일 - 1936년?)는 핀란드의 언론인, 공산주의 지도자이다. 핀란드 사회주의 노동자 공화국에서 농무대표를 지냈다.